# Licania guatemalensis
Licania guatemalensis är en tvåhjärtbladig växtart som beskrevs av Cyrus Longworth Lundell. Licania guatemalensis ingår i släktet Licania och familjen Chrysobalanaceae. Inga underarter finns listade i Catalogue of Life.